# Michael Corleone

Don Michael Corleone (15 octombrie 1920, New York City, New York, Statele Unite - 9 mai 1997, Corleone, Sicilia, Italia) este un personaj fictiv în romanele lui Mario Puzo, The Godfather și The Sicilian. Este, de asemenea, personajul principal al trilogiei de filme în regia lui Francis Ford Coppola.

## În trilogia cinematografică
În cele trei filme Michael Corleone a fost interpretat de Al Pacino. Corleone jucat de Pacino a fost clasat pe locul 8 în topul celor mai mari peronaje de film ale tuturor timpurilor, top realizat de revista Total Film. De asemenea a fost pus pe locul 11 în clasamentul personajelor negative, realizat de Institutul American de Film.